# Carlo Pace
Carlo Pace (Roma, 5 febbraio 1931 – Roma, 16 dicembre 2003) è stato un economista e politico italiano.

## Biografia
Figlio dell'archeologo Biagio Pace, laureatosi in giurisprudenza nel 1953, dopo alcuni anni di perfezionamento in Francia e in Inghilterra, ha iniziato la carriera accademica verso la fine degli anni '50 dapprima come assistente incaricato alla cattedra di economia politica della Facoltà di Scienze Politiche di Roma, retta da Giuseppe Di Nardi, quindi dal 1963 come assistente ordinario della stessa materia alla Facoltà di Economia e Commercio dell'Università degli Studi "Gabriele D'Annunzio" di Pescara rimanendovi fino al 1967, anno in cui diviene professore associato della stessa disciplina alla Facoltà di Giurisprudenza dell'Università di Bari dove resta fino al 1975, quando vinto l'ordinariato ha la prima cattedra di economia politica della Facoltà di Giurisprudenza de La Sapienza, che tiene fino al 2000, anno in cui va in quiescenza. Dopodiché, ha insegnato alla LUISS di Roma.
Direttore degli annessi Istituti di Scienze Economiche e di Economia e Finanza delle facoltà dei vari atenei in cui ha insegnato, è stato componente della Commissione Tributaria Centrale fin dalla sua istituzione (nel 1996), del Consiglio Superiore di Finanza dal 1988 al 1995, del Consiglio Superiore delle Telecomunicazioni dal 1995 al 1997, nonché ha collaborato in qualità di esperto con vari enti ed organizzazioni, fra cui la Cassa per il Mezzogiorno, l'Unioncamere, la Confcommercio, la Confartigianato, l'IRI, la Regione Puglia. 
Membro di Alleanza Nazionale fin dalla sua fondazione (nel 1994), è stato sottosegretario al Tesoro nel governo Dini nel 1995; successivamente si è candidato alle elezioni politiche del 1996 per Alleanza Nazionale, venendo eletto deputato per la XIII Legislatura (restando in carica fino al 2001).
È stato inoltre presidente del Banco di Napoli e di Sviluppo Italia.
In suo onore, nel 2012 è stato fondato il Laboratorio "Carlo Pace" presso il Dipartimento di Studi Giuridici ed Economici della Sapienza, volto agli studi di teoria economica, di scienza delle finanze e di economia applicata.